# Starblade
Starblade (スターブレード, en japonais) est un jeu vidéo de type shoot 'em up développé et commercialisé par Namco en 1991 sur borne d'arcade. Il a été adapté sur 3DO et Mega-CD en 1994 et sur PlayStation (Starblade α, ou Starblade Alpha) en 1995.

## À noter
- En référence à Galaga jouable au début du premier Tekken en 1995, Starblade est jouable (en démo) au début du jeu Tekken 5, sorti en 2005 sur PlayStation 2, pour les 10 ans de la franchise. Le jeu entier est déblocable dans le menu Arcade Historique (en compagnie des versions arcade des 3 premiers Tekken) après avoir fini le Mode Histoire avec chacun des personnages du jeu.
- Une suite, Starblade: Operation Blue Planet, fut développé en 2002 sur System 246 mais le jeu n'a pas dépassé le stade de prototype.
- Starblade est aussi le titre d'un jeu d'action-aventure de Silmarils, sorti en 1990 sur Amiga, Atari ST et DOS.

## Postérité
En 2018, la rédaction du site Den of Geek mentionne Starblade Alpha en 51e position d'un top 60 des jeux PlayStation sous-estimés : « Nous apprécions les bons rail shooters, et c'est l'un de nos préférés sur PS1. »